# Atletica leggera ai Giochi della XVIII Olimpiade - Getto del peso maschile

Video della Finale (film ufficiale dei Giochi)

La competizione del getto del peso maschile di atletica leggera ai Giochi della XVIII Olimpiade si è disputata il giorno 17 ottobre 1964 allo Stadio Nazionale di Tokyo.

## L'eccellenza mondiale
| Campione olimpico 1960   | 19,68      | William Nieder | Ritirato 1960 |
| Campione europeo 1962    | 19,02      | Vilmos Varjú   | Presente      |
| Primatista mondiale      | 20,68 1964 | Dallas Long    | Presente      |
| Vincitore dei Trials USA | 19,74      | Dallas Long    | Presente      |

L'ordine d'arrivo dei Trials USA è: 1) Long; 2) Matson; 3) O'Brien. Nell'ordine: un giovane, un giovanissimo e una vecchia gloria alla sua quarta Olimpiade.

## Risultati

### Turno eliminatorio
Qualificazione17,80 m
Tredici atleti ottengono la misura richiesta. 

La miglior prestazione appartiene a Dallas Long (USA) con 19,51 m.
| Pos. | Atleta                 | Nazione          | Lanci | Lanci | Lanci | Misura |
| Pos. | Atleta                 | Nazione          | 1°    | 2°    | 3°    | Misura |
| ---- | ---------------------- | ---------------- | ----- | ----- | ----- | ------ |
| 1    | Dallas Long            | Stati Uniti      | 19,51 | -     | -     | 19,51  |
| 2    | Randy Matson           | Stati Uniti      | 18,92 | -     | -     | 18,92  |
| 3    | Viktor Lipsnis         | Unione Sovietica | 18,90 | n     | n     | 18,90  |
| 4    | Vilmos Varjú           | Ungheria         | 18,26 | -     | -     | 18,26  |
| 5    | Zsigmond Nagy          | Ungheria         | 18,14 | -     | -     | 18,14  |
| 6    | Georgios Tsakanikas    | Grecia           | 17,72 | 17,25 | 18,05 | 18,05  |
| 7    | Leslie Roy Mills       | Nuova Zelanda    | 18,05 | -     | -     | 18,05  |
| 7    | Władysław Komar        | Polonia          | 18,05 | -     | -     | 18,05  |
| 9    | Rudolf Langer          | Germania         | 17,90 | -     | -     | 17,90  |
| 10   | Adolfas Varanauskas    | Unione Sovietica | 17,86 | -     | -     | 17,86  |
| 11   | Parry O'Brien          | Stati Uniti      | 17,84 | -     | -     | 17,84  |
| 12   | Nikolaj Karasëv        | Unione Sovietica | 17,83 | -     | -     | 17,83  |
| 13   | Dieter Hoffmann        | Germania         | 17,45 | n     | 17,82 | 17,82  |
| 14   | Heinfried Birlenbach   | Germania         | 17,10 | 16,79 | 17,77 | 17,77  |
| 15   | Alfred Sosgórnik       | Polonia          | n     | 17,75 | n     | 17,75  |
| 16   | Martyn Lucking         | Gran Bretagna    | n     | n     | 17,67 | 17,67  |
| 17   | Silvano Meconi         | Italia           | 17,29 | 17,20 | n     | 17,29  |
| 18   | Lahcen Samsam Akka     | Marocco          | n     | 17,24 | n     | 17,24  |
| 19   | Michael Robert Lindsay | Gran Bretagna    | 16,77 | 16,70 | 17,23 | 17,23  |
| 20   | Denis Ségui Kragbé     | Costa d'Avorio   | 16,20 | 16,59 | 16,38 | 16,59  |
| 21   | Teruo Itokawa          | Giappone         | 15,73 | 15,84 | 15,56 | 15,84  |
| 22   | Im Ho-Geun             | Corea del Sud    | 13,47 | 13,64 | 13,37 | 13,64  |

### Finale
Stadio Nazionale, sabato 17 ottobre.
Il primatista mondiale Dallas Long esordisce con un 19,61 che lo porta subito in testa alla classifica. Dietro di lui il campione europeo Varju lancia a 19,23.

Al secondo turno il diciannovenne americano Randy Matson sale in seconda posizione con 19,19 e al terzo turno si porta in testa con una botta a 19,88.
Varju sale a 19,39 tenendo a distanza O'Brien (19,20).

Al quarto turno Matson, in piena trance agonistica, stabilisce il nuovo record mondiale junior con 20,20. Long risponde immediatamente lanciando la sfera e accompagnandola con un urlo leonino: 20,33, nuovo record olimpico, vittoria e titolo.

È terzo il campione europeo Vilmos Varju.
| Pos.    | Atleta              | Età | Nazione          | Lanci | Lanci | Lanci | Lanci           | Lanci           | Lanci           | Misura |
| Pos.    | Atleta              | Età | Nazione          | 1°    | 2°    | 3°    | 4°              | 5°              | 6°              | Misura |
| ------- | ------------------- | --- | ---------------- | ----- | ----- | ----- | --------------- | --------------- | --------------- | ------ |
| Oro     | Dallas Long         | 24  | Stati Uniti      | 19,61 | 19,55 | 19,34 | 20,33           | 19,09           | n               | 20,33  |
| Argento | Randy Matson        | 19  | Stati Uniti      | 18,53 | 19,19 | 19,88 | 20,20           | n               | 19,62           | 20,20  |
| Bronzo  | Vilmos Varjú        | 27  | Ungheria         | 19,23 | n     | 19,39 | 19,29           | 18,97           | 19,25           | 19,39  |
| 4       | Parry O'Brien       | 32  | Stati Uniti      | 18,95 | 18,86 | 19,20 | 18,32           | 18,62           | 18,84           | 19,20  |
| 5       | Zsigmond Nagy       | 27  | Ungheria         | 18,77 | n     | 18,50 | 18,43           | n               | 18,88           | 18,88  |
| 6       | Nikolaj Karasëv     | 25  | Unione Sovietica | 18,86 | 18,26 | n     | 18,14           | 17,98           | 18,18           | 18,86  |
| 7       | Leslie Roy Mills    | 30  | Nuova Zelanda    | 18,19 | 18,50 | 18,52 | Non qualificati | Non qualificati | Non qualificati | 18,52  |
| 8       | Adolfas Varanauskas | 30  | Unione Sovietica | n     | 18,30 | 18,41 | Non qualificati | Non qualificati | Non qualificati | 18,41  |
| 9       | Władysław Komar     | 24  | Polonia          | 18,20 | n     | n     | Non qualificati | Non qualificati | Non qualificati | 18,20  |
| 10      | Viktor Lipsnis      | 31  | Unione Sovietica | 17,45 | 17,86 | 18,11 | Non qualificati | Non qualificati | Non qualificati | 18,11  |
| 11      | Rudolf Langer       | 25  | Germania         | 17,29 | 16,90 | n     | Non qualificati | Non qualificati | Non qualificati | 17,29  |
| 12      | Dieter Hoffmann     | 22  | Germania         | n     | n     | 17,11 | Non qualificati | Non qualificati | Non qualificati | 17,11  |
| 13      | Georgios Tsakanikas | 30  | Grecia           | 16,87 | n     | 16,38 | Non qualificati | Non qualificati | Non qualificati | 16,87  |